# 366
Năm 366 là một năm trong lịch Julius. 